# Хворост Максим Володимирович
Максим Володимирович Хворост (15 липня 1982) — український фехтувальник, олімпієць.

## Виступи на Олімпіадах
| Олімпіада  | Дисципліна           | Місце |
| ---------- | -------------------- | ----- |
| Афіни 2004 | шпага, індивідуальні | 24    |
| Афіни 2004 | шпага, командні      | 5     |
| Пекін 2008 | шпага, індивідуальні | 19    |
| Пекін 2008 | шпага, командні      | 7     |
| Ріо 2016   | шпага, командні      | 4     |

## Державні нагороди
- Орден «За заслуги» III ст. (9 вересня 2017) — За вагомий особистий внесок у розвиток та популяризацію фізичної культури і спорту в Україні, досягнення високих спортивних результатів та багаторічну плідну професійну діяльність[1]